# Partiledarval i Sverige
Följande lista på partiledarval i Sverige sammanfattar partiledarval hos de svenska riksdagspartierna sedan 1974 års regeringsform.

## Socialdemokraterna
Socialdemokraterna väljer sin partiledare på partiets kongress. Partiledarval på kongressen hålls varje år före ett riksdagsval, det vill säga vart fjärde år. Enligt stadgarna från 2021 består kongressen av 349 ombud som är fördelade efter medlemsantal från de 26 partidistrikten. Partiet använder sig av en valberedning som samlar in nomineringar från distrikten. Det har inte förekommit några motkandidater på en partikongress. Socialdemokraterna är det enda riksdagspartiet som inte haft ett partiledarval med två offentliga kandidater samtidigt.
Carlsson och Löfven valdes till partiordförande av partistyrelsen och valen bekräftades sedan av en partikongressen året därpå. Persson, Sahlin och Juholt valdes vid extrainsatta partikongresser.
| År   | Kandidater          | Kandidater             | Anmärkning | Ref. |
| År   | Vald partiledare    | Övriga kandidater      | Anmärkning | Ref. |
| ---- | ------------------- | ---------------------- | --- | ---- |
| 1975 | Olof Palme          | Inga andra kandidater. | |      |
| 1978 | Olof Palme          | Inga andra kandidater. | |      |
| 1981 | Olof Palme          | Inga andra kandidater. | |      |
| 1984 | Olof Palme          | Inga andra kandidater. | |      |
| 1986 | Ingvar Carlsson     | Inga andra kandidater. | Carlsson valdes till partiledare av partistyrelsen ett par dagar efter att Olof Palme mördats.                                                                       |      |
| 1987 | Ingvar Carlsson     | Inga andra kandidater. | Valet av Carlsson bekräftades på partikongressen. |      |
| 1990 | Ingvar Carlsson     | Inga andra kandidater. | |      |
| 1993 | Ingvar Carlsson     | Inga andra kandidater. | |      |
| 1996 | Göran Persson       | Mona Sahlin            | Sahlin drog tillbaka sin kandidatur efter den s.k. Tobleroneaffären. Därefter nominerades och kandiderade Göran Persson. Han valdes på en extrainsatt partikongress. |      |
| 1997 | Göran Persson       | Inga andra kandidater. | |      |
| 2001 | Göran Persson       | Inga andra kandidater. | |      |
| 2005 | Göran Persson       | Inga andra kandidater. | |      |
| 2007 | Mona Sahlin         | Inga andra kandidater. | Extrainsatt partikongress. |      |
| 2009 | Mona Sahlin         | Inga andra kandidater. | |      |
| 2011 | Håkan Juholt        | Inga andra kandidater. | Extrainsatt partikongress. |      |
| 2012 | Stefan Löfven       | Inga andra kandidater. | Löfven valdes av en enig partistyrelse till partiledare. |      |
| 2013 | Stefan Löfven       | Inga andra kandidater. | Valet av Löfven bekräftades på partikongressen. |      |
| 2017 | Stefan Löfven       | Inga andra kandidater. | |      |
| 2021 | Magdalena Andersson | Jan Emanuel Johansson  | |      |
| 2025 | Magdalena Andersson | Inga andra kandidater. | |      |

## Centerpartiet
Centerpartiet väljer partiledare på sin partistämma som hålls udda år (t.o.m. 2005 hölls stämman varje år). Stämman består av 524 ombud fördelade mellan partiets kommunkretsar, distrikt, ungdomsförbund, kvinnoförbund, studentförbund samt partistyrelse. Partiet använder sig av en valberedning. Det har inte förekommit tunga motkandidater till valberedningens förslag på en partistämma även om processerna sedan 2011 har varit öppna med flera kandidater.  
| År           | Kandidater        | Kandidater                                 | Kandidater                                  | Anmärkning |
| År           | Vald partiledare  | Andra plats                                | Övriga kandidater                           | Anmärkning |
| ------------ | ----------------- | ------------------------------------------ | ------------------------------------------- | --- |
| 1971         | Thorbjörn Fälldin | Inga andra kandidater.                     | Inga andra kandidater.                      | |
| 1972         | Thorbjörn Fälldin | Inga andra kandidater.                     | Inga andra kandidater.                      | |
| 1973         | Thorbjörn Fälldin | Inga andra kandidater.                     | Inga andra kandidater.                      | |
| 1974         | Thorbjörn Fälldin | Inga andra kandidater.                     | Inga andra kandidater.                      | |
| 1975         | Thorbjörn Fälldin | Inga andra kandidater.                     | Inga andra kandidater.                      | |
| 1976         | Thorbjörn Fälldin | Inga andra kandidater.                     | Inga andra kandidater.                      | |
| 1977         | Thorbjörn Fälldin | Inga andra kandidater.                     | Inga andra kandidater.                      | |
| 1978         | Thorbjörn Fälldin | Inga andra kandidater.                     | Inga andra kandidater.                      | |
| 1979         | Thorbjörn Fälldin | Inga andra kandidater.                     | Inga andra kandidater.                      | |
| 1980         | Thorbjörn Fälldin | Inga andra kandidater.                     | Inga andra kandidater.                      | |
| 1981         | Thorbjörn Fälldin | Inga andra kandidater.                     | Inga andra kandidater.                      | |
| 1982         | Thorbjörn Fälldin | Inga andra kandidater.                     | Inga andra kandidater.                      | |
| 1983         | Thorbjörn Fälldin | Inga andra kandidater.                     | Inga andra kandidater.                      | |
| 1984         | Thorbjörn Fälldin | Inga andra kandidater.                     | Inga andra kandidater.                      | |
| 1985         | Thorbjörn Fälldin | Inga andra kandidater.                     | Inga andra kandidater.                      | Fälldin omvaldes av partistämman i juni. |
| 1985         | Karin Söder       | Inga andra kandidater.                     | Inga andra kandidater.                      | Söder blev tillförordnad partiledare i december efter att Fälldin avgått med omedelbar verkan.                                                                                                 |
| 1986         | Karin Söder       | Inga andra kandidater.                     | Inga andra kandidater.                      | Söder valdes till ordinarie partiledare på partistämman. |
| 1987         | Olof Johansson    | Inga andra kandidater.                     | Inga andra kandidater.                      | |
| 1988         | Olof Johansson    | Inga andra kandidater.                     | Inga andra kandidater.                      | |
| 1989         | Olof Johansson    | Inga andra kandidater.                     | Inga andra kandidater.                      | |
| 1990         | Olof Johansson    | Inga andra kandidater.                     | Inga andra kandidater.                      | |
| 1991         | Olof Johansson    | Inga andra kandidater.                     | Inga andra kandidater.                      | |
| 1992         | Olof Johansson    | Inga andra kandidater.                     | Inga andra kandidater.                      | |
| 1993         | Olof Johansson    | Inga andra kandidater.                     | Inga andra kandidater.                      | |
| 1994         | Olof Johansson    | Inga andra kandidater.                     | Inga andra kandidater.                      | |
| 1995         | Olof Johansson    | Inga andra kandidater.                     | Inga andra kandidater.                      | |
| 1996         | Olof Johansson    | Mikael Börjesson                           |                                             | Omröstningen slutade med 187 röster för Johansson mot 3 för Börjesson. |
| 1997         | Olof Johansson    | Inga andra kandidater.                     | Inga andra kandidater.                      | |
| 1998         | Lennart Daléus    | Inga andra kandidater.                     | Inga andra kandidater.                      | |
| 1999         | Lennart Daléus    | Inga andra kandidater.                     | Inga andra kandidater.                      | |
| 2000         | Lennart Daléus    | Inga andra kandidater.                     | Inga andra kandidater.                      | |
| 2001 (extra) | Maud Olofsson     |                                            | Lena Ek                                     | Olofsson valdes på en extrastämma i mars. Ek var aldrig en officiell kandidat, även om valet i praktiken stod mellan Ek och Olofsson.                                                          |
| 2002         | Maud Olofsson     | Inga andra kandidater.                     | Inga andra kandidater.                      | |
| 2003         | Maud Olofsson     | Inga andra kandidater.                     | Inga andra kandidater.                      | |
| 2004         | Maud Olofsson     | Inga andra kandidater.                     | Inga andra kandidater.                      | |
| 2005         | Maud Olofsson     | Inga andra kandidater.                     | Inga andra kandidater.                      | |
| 2007         | Maud Olofsson     | Inga andra kandidater.                     | Inga andra kandidater.                      | |
| 2009         | Maud Olofsson     | Inga andra kandidater.                     | Inga andra kandidater.                      | |
| 2011         | Annie Lööf        | Anna-Karin Hatt Anders W. Jonsson          |                                             | Hatt och Jonsson drog sig ur valet till förmån för Lööf inför partistämman. |
| 2013         | Annie Lööf        | Inga andra kandidater.                     | Inga andra kandidater.                      | |
| 2015         | Annie Lööf        | Inga andra kandidater.                     | Inga andra kandidater.                      | |
| 2017         | Annie Lööf        | Inga andra kandidater.                     | Inga andra kandidater.                      | |
| 2019         | Annie Lööf        | Inga andra kandidater.                     | Inga andra kandidater.                      | |
| 2021         | Annie Lööf        | Inga andra kandidater.                     | Inga andra kandidater.                      | |
| 2023 (extra) | Muharrem Demirok  | Daniel Bäckström Elisabeth Thand Ringqvist | Alireza Akhondi Emma Wiesner Helena Lindahl | Demirok valdes på en extrastämma i februari efter en öppen process. De övriga kandidaterna drog sig ur valet till förmån för Demirok inför stämman. Se även: Centerpartiets partiledarval 2023 |
| 2023         | Muharrem Demirok  | Inga andra kandidater.                     | Inga andra kandidater.                      | |
| 2025 (extra) | Anna-Karin Hatt   | Inga andra kandidater.                     | Inga andra kandidater.                      | Se även: Centerpartiets partiledarval 2025 Anna-Karin Hatt nominerades av valberedning och valdes enhälligt på stämman. Processen var sluten.                                                  |

## Kristdemokraterna
Kristdemokraternas riksting första och tredje året mellan två ordinarie riksdagsval. Ombuden på rikstinget består av partistyrelsen, representanter från partidistrikten (i förhållande till antalet medlemmar), kvinnoförbundet, ungdomsförbundet samt seniorförbundet. Partiet använder sig av en valberedning som samlar in nomineringar. Rikstinget har hittills endast avgjort ett partiledarval vid ett tillfälle, valet 2012 mellan Göran Hägglund och Mats Odell. 2015 var det senaste partiledarvalet där flera kandidater deltog och var en process som beskrevs som semi-öppen.
| År           | Kandidater       | Kandidater             | Kandidater                     | Anmärkning |
| År           | Vald partiledare | Andra plats            | Övriga kandidater              | Anmärkning |
| ------------ | ---------------- | ---------------------- | ------------------------------ | --- |
| 1973         | Alf Svensson     | Inga andra kandidater. | Inga andra kandidater.         | |
| 1975         | Alf Svensson     | Inga andra kandidater. | Inga andra kandidater.         | |
| 1977         | Alf Svensson     | Inga andra kandidater. | Inga andra kandidater.         | |
| 1979         | Alf Svensson     | Inga andra kandidater. | Inga andra kandidater.         | |
| 1981         | Alf Svensson     | Inga andra kandidater. | Inga andra kandidater.         | |
| 1983         | Alf Svensson     | Inga andra kandidater. | Inga andra kandidater.         | |
| 1985         | Alf Svensson     | Inga andra kandidater. | Inga andra kandidater.         | |
| 1987         | Alf Svensson     | Inga andra kandidater. | Inga andra kandidater.         | |
| 1989         | Alf Svensson     | Inga andra kandidater. | Inga andra kandidater.         | |
| 1991         | Alf Svensson     | Inga andra kandidater. | Inga andra kandidater.         | |
| 1993         | Alf Svensson     | Inga andra kandidater. | Inga andra kandidater.         | |
| 1995         | Alf Svensson     | Inga andra kandidater. | Inga andra kandidater.         | |
| 1997         | Alf Svensson     | Inga andra kandidater. | Inga andra kandidater.         | |
| 1999         | Alf Svensson     | Inga andra kandidater. | Inga andra kandidater.         | |
| 2001         | Alf Svensson     | Inga andra kandidater. | Inga andra kandidater.         | |
| 2003         | Alf Svensson     | Inga andra kandidater. | Inga andra kandidater.         | |
| 2004 (extra) | Göran Hägglund   | Inga andra kandidater. | Inga andra kandidater.         | Mats Odell och Maria Larsson erhöll nomineringar men kandiderade aldrig officiellt.                                                                             |
| 2005         | Göran Hägglund   | Inga andra kandidater. | Inga andra kandidater.         | |
| 2007         | Göran Hägglund   | Inga andra kandidater. | Inga andra kandidater.         | |
| 2009         | Göran Hägglund   | Inga andra kandidater. | Inga andra kandidater.         | |
| 2011         | Göran Hägglund   | Inga andra kandidater. | Inga andra kandidater.         | |
| 2012 (extra) | Göran Hägglund   | Mats Odell             | Marcus Birro                   | Se även: Kristdemokraternas partiledarval 2012 Odell utmanade Hägglund, men förlorade på rikstinget med 31% av rösterna. Birro kandiderade endast under en dag. |
| 2013         | Göran Hägglund   | Inga andra kandidater. | Inga andra kandidater.         | |
| 2015 (extra) | Ebba Busch       | Jakob Forssmed         | Penilla Gunther Acko Ankarberg | Se även: Kristdemokraternas partiledarval 2015 Busch Thor blev vald av en enig valberedning och riksting efter att samtliga kandidater hoppat av.               |
| 2015         | Ebba Busch       | Inga andra kandidater. | Inga andra kandidater.         | |
| 2017         | Ebba Busch       | Inga andra kandidater. | Inga andra kandidater.         | |
| 2019         | Ebba Busch       | Inga andra kandidater. | Inga andra kandidater.         | |
| 2021         | Ebba Busch       | Inga andra kandidater. | Inga andra kandidater.         | |
| 2023         | Ebba Busch       | Inga andra kandidater. | Inga andra kandidater.         | |

## Liberalerna(tidigareFolkpartiet)
Liberalerna väljer partiledare vartannat år på partiets landsmöte. Landsmötet består av 183 ombud utsedda av partiets länsförbund (i förhållande till antalet medlemmar), ungdomsförbundet, studentförbundet, kvinnoförbundet. Partiet använder sig av en valberedning som lägger fram ett förslag inför landsmötet. Sedan 2019 är det praxis att partiet använder sig av medlemsomröstningar, eller primärval, för att utse en partiledare även om metoden inte är inskriven i partiets stadgar. Ett förslag om stadgeändring lades fram av partistyrelsen 2021 men föll på landsmötet.
Hittills har bara landsmötet röstat mellan flera partiledarkandidater vid ett tillfälle, 1995. Till skillnad från flera andra partier har Liberalerna haft öppna processer med flera kandidater vid upprepande tillfällen, 1983, 1995 och 2019. Jan Björklund är den enda sittande partiledaren som har blivit utmanad om posten när Birgitta Ohlsson öppet kandiderade 2017.
| År           | Kandidater       | Kandidater             | Kandidater                       | Anmärkning |
| År           | Vald partiledare | Andra plats            | Övriga kandidater                | Anmärkning |
| ------------ | ---------------- | ---------------------- | -------------------------------- | --- |
| 1975         | Per Ahlmark      | Inga andra kandidater. | Inga andra kandidater.           | |
| 1977         | Per Ahlmark      | Inga andra kandidater. | Inga andra kandidater.           | |
| 1978         | Ola Ullsten      | Inga andra kandidater. | Inga andra kandidater.           | Extra insatt landsmöte efter att Ahlmark hade lämnade alla sina politiska uppdrag. |
| 1979         | Ola Ullsten      | Inga andra kandidater. | Inga andra kandidater.           | |
| 1981         | Ola Ullsten      | Inga andra kandidater. | Inga andra kandidater.           | |
| 1983         | Bengt Westerberg | Björn Molin            | Birgit Friggebo Ingemar Eliasson | Öppen konkurrens mellan fyra kandidater: Eliasson, Friggebo, Mohlin och Westerberg. Vid landsmötet återstod endast en kandidat.                                                                   |
| 1985         | Bengt Westerberg | Inga andra kandidater. | Inga andra kandidater.           | |
| 1987         | Bengt Westerberg | Inga andra kandidater. | Inga andra kandidater.           | |
| 1989         | Bengt Westerberg | Inga andra kandidater. | Inga andra kandidater.           | |
| 1991         | Bengt Westerberg | Inga andra kandidater. | Inga andra kandidater.           | |
| 1993         | Bengt Westerberg | Inga andra kandidater. | Inga andra kandidater.           | |
| 1995         | Maria Leissner   | Anne Wibble            | Bo Könberg                       | Se även: Folkpartiets partiledarval 1995 Landsmötet valde Maria Leissner i en andra röstningsomgång mot Anne Wibble. Valberedningens kandidat Bo Könberg slogs ut i den första röstningsomgången. |
| 1997         | Lars Leijonborg  | Inga andra kandidater. | Inga andra kandidater.           | |
| 1999         | Lars Leijonborg  | Inga andra kandidater. | Inga andra kandidater.           | |
| 2001         | Lars Leijonborg  | Inga andra kandidater. | Inga andra kandidater.           | |
| 2003         | Lars Leijonborg  | Inga andra kandidater. | Inga andra kandidater.           | |
| 2005         | Lars Leijonborg  | Inga andra kandidater. | Inga andra kandidater.           | |
| 2007         | Jan Björklund    | Inga andra kandidater. | Inga andra kandidater.           | |
| 2009         | Jan Björklund    | Inga andra kandidater. | Inga andra kandidater.           | |
| 2011         | Jan Björklund    | Inga andra kandidater. | Inga andra kandidater.           | |
| 2013         | Jan Björklund    | Inga andra kandidater. | Inga andra kandidater.           | |
| 2015         | Jan Björklund    | Inga andra kandidater. | Inga andra kandidater.           | Birgitta Ohlsson erhöll nomineringar, men avböjde kandidatur. |
| 2017         | Jan Björklund    | Birgitta Ohlsson       |                                  | Se även: Liberalernas partiledarval 2017 Ohlsson utmanade Björklund men drog sig ur före landsmötet.                                                                                              |
| 2019 (extra) | Nyamko Sabuni    | Erik Ullenhag          | Johan Pehrson                    | Se även: Liberalernas partiledarval 2019 19 av 21 länsförbund genomförde medlemsomröstningar i vilka Sabuni vann flest. Ullenhag och Pehrson drog sig ur före landsmötet.                         |
| 2019         | Nyamko Sabuni    | Inga andra kandidater. | Inga andra kandidater.           | |
| 2021         | Nyamko Sabuni    | Inga andra kandidater. | Inga andra kandidater.           | |
| 2022         | Johan Pehrson    | Inga andra kandidater. | Inga andra kandidater.           | Pehrson tog över som tillförordnad partiledare efter att Sabuni avgick från uppdraget våren 2022.                                                                                                 |
| 2022 (extra) | Johan Pehrson    | Inga andra kandidater. | Inga andra kandidater.           | Valet av Johan Pehrson bekräftades av ett extrainsatt landsmöte. |
| 2023         | Johan Pehrson    | Inga andra kandidater. | Inga andra kandidater.           | |
| 2025         | TBD              | TBD                    | TBD                              | Se även: Liberalernas partiledarval 2025 |

## Miljöpartiet
Miljöpartiet väljer sina språkrör vid partiets kongress. Kongressen hålls sedan 2019 vartannat år (tidigare varje år) och består av totalt 265 ombud. 250 ombud utses av partidistrikten efter medlemsantal och 15 av partiets sidoorganisationer efter medlemsantal (Grön Ungdom, Gröna Seniorer och Gröna studenter). Partiet använder sig av en valberedning. Det finns inga krav för att få kandidera till språkrör för partiet. Vid kongressen använder sig partiet av alternativröstning, instant-runoff voting (IRV).
Partiet har en tradition av öppna processer med flera kandidater och kongressen har vid flera tillfällen röstat om språkrörsposten.

### Kvinnligt språkrör
| Kvinnligt språkrör | Kvinnligt språkrör        | Kvinnligt språkrör        | Kvinnligt språkrör                                                                                | Kvinnligt språkrör |
| År                 | Kandidater                | Kandidater                | Kandidater                                                                                        | Anmärkning |
| År                 | Valt språkrör             | Andra plats               | Övriga kandidater                                                                                 | Anmärkning |
| ------------------ | ------------------------- | ------------------------- | ------------------------------------------------------------------------------------------------- | --- |
| 1984               | Ragnhild Pohanka          | Inga andra kandidater.    | Inga andra kandidater.                                                                            | |
| 1985               | Ragnhild Pohanka          | Inga andra kandidater.    | Inga andra kandidater.                                                                            | |
| 1986               | Eva Goës                  | Inga andra kandidater.    | Inga andra kandidater.                                                                            | |
| 1987               | Eva Goës                  | Åsa Domeij                | Jill Lindgren                                                                                     | |
| 1988               | Fiona Björling            | Inga andra kandidater.    | Inga andra kandidater.                                                                            | |
| 1989               | Fiona Björling            | Inga andra kandidater.    | Inga andra kandidater.                                                                            | |
| 1990               | Margareta Gisselberg      | Inga andra kandidater.    | Inga andra kandidater.                                                                            | |
| 1991               | Inget kvinnligt språkrör. | Inget kvinnligt språkrör. | Inget kvinnligt språkrör.                                                                         | Inget kvinnligt språkrör. |
| 1992               | Marianne Samuelsson       | Eva Goës                  | Ewa Larsson                                                                                       | |
| 1993               | Marianne Samuelsson       | Inga andra kandidater.    | Inga andra kandidater.                                                                            | |
| 1994               | Marianne Samuelsson       | Inga andra kandidater.    | Inga andra kandidater.                                                                            | |
| 1995               | Marianne Samuelsson       | Inga andra kandidater.    | Inga andra kandidater.                                                                            | |
| 1996               | Marianne Samuelsson       | Inga andra kandidater.    | Inga andra kandidater.                                                                            | |
| 1997               | Marianne Samuelsson       | Inga andra kandidater.    | Inga andra kandidater.                                                                            | |
| 1998               | Marianne Samuelsson       | Inga andra kandidater.    | Inga andra kandidater.                                                                            | |
| 1999               | Lotta Nilsson Hedström    | Yvonne Ruwaida            | Kerstin Staver                                                                                    | [ 12 ] |
| 2000               | Lotta Nilsson Hedström    | Inga andra kandidater.    | Inga andra kandidater.                                                                            | |
| 2001               | Lotta Nilsson Hedström    | Inga andra kandidater.    | Inga andra kandidater.                                                                            | |
| 2002               | Maria Wetterstrand        |                           | Åsa Domeij                                                                                        | På kongressen diskuterades det om partiet skulle ha ett eller två språkrör. Domeij kandiderade endast på premissen att få vara ensamt språkrör. |
| 2003               | Maria Wetterstrand        | Inga andra kandidater.    | Inga andra kandidater.                                                                            | |
| 2004               | Maria Wetterstrand        | Inga andra kandidater.    | Inga andra kandidater.                                                                            | |
| 2005               | Maria Wetterstrand        | Inga andra kandidater.    | Inga andra kandidater.                                                                            | |
| 2006               | Maria Wetterstrand        | Inga andra kandidater.    | Inga andra kandidater.                                                                            | |
| 2007               | Maria Wetterstrand        | Inga andra kandidater.    | Inga andra kandidater.                                                                            | |
| 2008               | Maria Wetterstrand        | Inga andra kandidater.    | Inga andra kandidater.                                                                            | |
| 2009               | Maria Wetterstrand        | Inga andra kandidater.    | Inga andra kandidater.                                                                            | |
| 2010               | Maria Wetterstrand        | Inga andra kandidater.    | Inga andra kandidater.                                                                            | |
| 2011               | Åsa Romson                | Mikaela Valtersson        | Gunvor G. Ericson Bodil Ceballos Tina Ehn Annika Lillemets Akko Karlsson                          | Romson vann över Valtersson med siffrorna 200 mot 59 röster.                                                                                    |
| 2012               | Åsa Romson                | Inga andra kandidater.    | Inga andra kandidater.                                                                            | |
| 2013               | Åsa Romson                | Inga andra kandidater.    | Inga andra kandidater.                                                                            | |
| 2014               | Åsa Romson                | Inga andra kandidater.    | Inga andra kandidater.                                                                            | |
| 2015               | Åsa Romson                | Inga andra kandidater.    | Inga andra kandidater.                                                                            | |
| 2016               | Isabella Lövin            | Jenny Wenhammar           | Åsa Romson                                                                                        | Se även: Miljöpartiets språkrörsval 2016 Valberedningen valde att nominera Lövin - istället för Romson, som därför avstod från att kandidera.   |
| 2017               | Isabella Lövin            | Inga andra kandidater.    | Inga andra kandidater.                                                                            | |
| 2018               | Isabella Lövin            | Inga andra kandidater.    | Inga andra kandidater.                                                                            | |
| 2019               | Isabella Lövin            | Inga andra kandidater.    | Inga andra kandidater.                                                                            | Se även: Miljöpartiets språkrörsval 2019 |
| 2021 (extra)       | Märta Stenevi             | Rebecka Le Moine          | Elin Söderberg Annika Hirvonen Janine Alm Ericson Åsa Lindhagen Karolina Skog Pernilla Stålhammar | Se även: Miljöpartiets språkrörsval 2021 |
| 2021               | Märta Stenevi             | Inga andra kandidater.    | Inga andra kandidater.                                                                            | Se även: Miljöpartiets språkrörsval 2021 |
| 2023               | Märta Stenevi             | Inga andra kandidater.    | Inga andra kandidater.                                                                            | Se även: Miljöpartiets språkrörsval 2023 |
| 2024 (extra)       | Amanda Lind               | Janine Alm Ericson        | Annika Hirvonen                                                                                   | Se även: Miljöpartiets språkrörsval 2024 Vid kongressen var valberedningens förslag - Amanda Lind den enda kvarstående kandidaten.              |

### Manligt språkrör
| Manligt språkrör | Manligt språkrör | Manligt språkrör        | Manligt språkrör | Manligt språkrör                                                                  |
| År               | Kandidater       | Kandidater              | Kandidater | Anmärkning                                                                        |
| År               | Valt språkrör    | Andra plats             | Övriga kandidater | Anmärkning                                                                        |
| ---------------- | ---------------- | ----------------------- | --- | --------------------------------------------------------------------------------- |
| 1984             | Per Gahrton      | Inga andra kandidater.  | Inga andra kandidater. |                                                                                   |
| 1985             | Birger Schlaug   | Inga andra kandidater.  | Inga andra kandidater. |                                                                                   |
| 1986             | Birger Schlaug   | Inga andra kandidater.  | Inga andra kandidater. |                                                                                   |
| 1987             | Birger Schlaug   | Inga andra kandidater.  | Inga andra kandidater. |                                                                                   |
| 1988             | Anders Nordin    | Inga andra kandidater.  | Inga andra kandidater. |                                                                                   |
| 1989             | Anders Nordin    | Inga andra kandidater.  | Inga andra kandidater. |                                                                                   |
| 1990             | Jan Axelsson     | Inga andra kandidater.  | Inga andra kandidater. |                                                                                   |
| 1991             | Jan Axelsson     | Inga andra kandidater.  | Inga andra kandidater. |                                                                                   |
| 1992             | Birger Schlaug   | Jan Axelsson            | | Schlaug fick valberedningen och kongressens stöd att överta posten från Axelsson. |
| 1993             | Birger Schlaug   | Inga andra kandidater.  | Inga andra kandidater. |                                                                                   |
| 1994             | Birger Schlaug   | Inga andra kandidater.  | Inga andra kandidater. |                                                                                   |
| 1995             | Birger Schlaug   | Inga andra kandidater.  | Inga andra kandidater. |                                                                                   |
| 1996             | Birger Schlaug   | Inga andra kandidater.  | Inga andra kandidater. |                                                                                   |
| 1997             | Birger Schlaug   | Inga andra kandidater.  | Inga andra kandidater. |                                                                                   |
| 1998             | Birger Schlaug   | Inga andra kandidater.  | Inga andra kandidater. |                                                                                   |
| 1999             | Birger Schlaug   | Inga andra kandidater.  | Inga andra kandidater. |                                                                                   |
| 2000             | Matz Hammarström | Inga andra kandidater.  | Inga andra kandidater. |                                                                                   |
| 2001             | Matz Hammarström | Inga andra kandidater.  | Inga andra kandidater. |                                                                                   |
| 2002             | Peter Eriksson   | Carl Schlyter           | Claes Roxbergh | Roxbergh kandiderade endast på premissen att få vara ensamt språkrör.             |
| 2003             | Peter Eriksson   | Inga andra kandidater.  | Inga andra kandidater. |                                                                                   |
| 2004             | Peter Eriksson   | Inga andra kandidater.  | Inga andra kandidater. |                                                                                   |
| 2005             | Peter Eriksson   | Inga andra kandidater.  | Inga andra kandidater. |                                                                                   |
| 2006             | Peter Eriksson   | Linus Waltersson        | Morgan Holmström | [ 13 ]                                                                            |
| 2007             | Peter Eriksson   | Inga andra kandidater.  | Inga andra kandidater. |                                                                                   |
| 2008             | Peter Eriksson   | Inga andra kandidater.  | Inga andra kandidater. |                                                                                   |
| 2009             | Peter Eriksson   | Inga andra kandidater.  | Inga andra kandidater. |                                                                                   |
| 2010             | Peter Eriksson   | Inga andra kandidater.  | Inga andra kandidater. |                                                                                   |
| 2011             | Gustav Fridolin  | Joakim Pihlstrand-Trulp | Jack Ljunggren Torbjörn Grannholm | Fridolin fick 95% av rösterna.                                                    |
| 2012             | Gustav Fridolin  | Inga andra kandidater.  | Inga andra kandidater. |                                                                                   |
| 2013             | Gustav Fridolin  | Inga andra kandidater.  | Inga andra kandidater. |                                                                                   |
| 2014             | Gustav Fridolin  | Inga andra kandidater.  | Inga andra kandidater. |                                                                                   |
| 2015             | Gustav Fridolin  | Inga andra kandidater.  | Inga andra kandidater. |                                                                                   |
| 2016             | Gustav Fridolin  | Jesper Sandström        | Raul Clark Jack Ljunggren | Se även: Miljöpartiets språkrörsval 2016                                          |
| 2017             | Gustav Fridolin  | Inga andra kandidater.  | Inga andra kandidater. |                                                                                   |
| 2018             | Gustav Fridolin  | Inga andra kandidater.  | Inga andra kandidater. |                                                                                   |
| 2019             | Per Bolund       | Magnus P Wåhlin         | Niclas Malmberg Per-Inge Lidén | Se även: Miljöpartiets språkrörsval 2019                                          |
| 2021             | Per Bolund       | Inga andra kandidater.  | Inga andra kandidater. | Se även: Miljöpartiets språkrörsval 2021                                          |
| 2023             | Daniel Helldén   | Magnus P Wåhlin         | William Ulrici Carl Ståhle Henrik Blind Pär Holmgren Linus Lakso Nils Seye Larsen Martin Marmgren Torbjörn Nilsson Lennart Tonell Mattias Walving-Lundgren Henrik Ölvebo | Se även: Miljöpartiets språkrörsval 2023                                          |

## Moderaterna
Moderaterna väljer partiledare för en fyraårsperiod på partiets riksstämma. Riksstämman består av: 200 ombud från förbunden, ledamöterna av partistyrelsen samt representanter från ungdomsförbundet, kvinnoförbundet, seniorförbundet och hbt-förbundet. Partiet använder sig av en valberedning som samlar in nomineringar. I likhet med Socialdemokraterna har inga större partiledarstrider ägt rum (med undantag för 1970 års val).
| År           | Kandidater         | Kandidater             | Anmärkning |
| År           | Vald partiledare   | Andra kandidater       | Anmärkning |
| ------------ | ------------------ | ---------------------- | --- |
| 1970         | Gösta Bohman       | Yngve Holmberg         | Bohman utmanade och besegrade den sittande partiledaren Yngve Holmberg.                                                                        |
| 1974         | Gösta Bohman       | Inga andra kandidater. | |
| 1977         | Gösta Bohman       | Inga andra kandidater. | |
| 1981         | Ulf Adelsohn       | Inga andra kandidater. | |
| 1983         | Ulf Adelsohn       | Inga andra kandidater. | |
| 1986         | Carl Bildt         | Inga andra kandidater. | |
| 1989         | Carl Bildt         | Inga andra kandidater. | |
| 1992         | Carl Bildt         | Inga andra kandidater. | |
| 1995         | Carl Bildt         | Inga andra kandidater. | |
| 1999         | Bo Lundgren        | Inga andra kandidater. | |
| 2003         | Fredrik Reinfeldt  | Inga andra kandidater. | |
| 2007         | Fredrik Reinfeldt  | Inga andra kandidater. | |
| 2011         | Fredrik Reinfeldt  | Inga andra kandidater. | |
| 2015 (extra) | Anna Kinberg Batra | Inga andra kandidater. | |
| 2015         | Anna Kinberg Batra | Inga andra kandidater. | |
| 2017 (extra) | Ulf Kristersson    | Mikael Odenberg        | Odenberg drog tillbaka sin kandidatur efter att valberedningen valt Kristersson. Carl Bildt fick flera nomineringar men avböjde att kandidera. |
| 2019         | Ulf Kristersson    | Inga andra kandidater. | |
| 2023         | Ulf Kristersson    | Inga andra kandidater. | |

## Sverigedemokraterna
Sverigedemokraterna väljer partiledare udda år på partiets landsdagar. Landsdagarna består av ombud utsedda av partiets distrikt (i förhållande till antalet medlemmar). Partiet använder sig av en valberedning.
Sedan partiets inträde i riksdagen har alla val av partiledare endast haft en kandidat - Jimmie Åkesson. När Åkesson utmanade den sittande partiledaren 2005 och blev vald var det enda tillfället som landsdagarna valde mellan flera kandidater.
| År   | Kandidater       | Kandidater             | Anmärkning |
| År   | Vald partiledare | Andra kandidater       | Anmärkning |
| ---- | ---------------- | ---------------------- | --- |
| 1992 | Anders Klarström | Inga andra kandidater. | |
| 1995 | Mikael Jansson   | Inga andra kandidater. | |
| 1997 | Mikael Jansson   | Inga andra kandidater. | |
| 1999 | Mikael Jansson   | Inga andra kandidater. | |
| 2001 | Mikael Jansson   | Inga andra kandidater. | |
| 2003 | Mikael Jansson   | Inga andra kandidater. | |
| 2005 | Jimmie Åkesson   | Mikael Jansson         | Åkesson fick valberedningens stöd och utmanade sittande partiledaren Mikael Jansson. Han vann med röstsiffrorna 91-50. |
| 2007 | Jimmie Åkesson   | Inga andra kandidater. | |
| 2009 | Jimmie Åkesson   | Inga andra kandidater. | |
| 2011 | Jimmie Åkesson   | Inga andra kandidater. | |
| 2013 | Jimmie Åkesson   | Inga andra kandidater. | |
| 2015 | Jimmie Åkesson   | Inga andra kandidater. | |
| 2017 | Jimmie Åkesson   | Inga andra kandidater. | |
| 2019 | Jimmie Åkesson   | Inga andra kandidater. | |
| 2021 | Jimmie Åkesson   | Inga andra kandidater. | |
| 2023 | Jimmie Åkesson   | Inga andra kandidater. | |

## Vänsterpartiet
Vänsterpartiet väljer partiledare vartannat år på partiets kongress. Kongressen består av 225 ombud från partiets distrikt fördelade efter antal medlemmar. Partiet använder sig av en valberedning. Vid flera tillfällen har partiledarvalet utspelat sig på kongressen, senast 2012. Partiet har flera gånger haft öppna processer med flera kandidater.
| År   | Kandidater       | Kandidater             | Kandidater | Anmärkning |
| År   | Vald partiledare | Andra plats            | Övriga kandidater | Anmärkning |
| ---- | ---------------- | ---------------------- | --- | --- |
| 1972 | C.-H. Hermansson | Inga andra kandidater. | Inga andra kandidater.                                                                                                   | |
| 1974 | C.-H. Hermansson | Inga andra kandidater. | Inga andra kandidater.                                                                                                   | |
| 1975 | Lars Werner      | Inga andra kandidater. | Inga andra kandidater.                                                                                                   | |
| 1978 | Lars Werner      | Inga andra kandidater. | Inga andra kandidater.                                                                                                   | |
| 1980 | Lars Werner      | Inga andra kandidater. | Inga andra kandidater.                                                                                                   | |
| 1982 | Lars Werner      | Inga andra kandidater. | Inga andra kandidater.                                                                                                   | |
| 1984 | Lars Werner      | Inga andra kandidater. | Inga andra kandidater.                                                                                                   | |
| 1986 | Lars Werner      | Inga andra kandidater. | Inga andra kandidater.                                                                                                   | |
| 1988 | Lars Werner      | Inga andra kandidater. | Inga andra kandidater.                                                                                                   | |
| 1990 | Lars Werner      | Gudrun Schyman         | | Werner vann med siffrorna 161 röster, 99 för Schyman och 13 blanka. |
| 1992 | Lars Werner      | Inga andra kandidater. | Inga andra kandidater.                                                                                                   | |
| 1993 | Gudrun Schyman   | Inga andra kandidater. | Inga andra kandidater.                                                                                                   | |
| 1994 | Gudrun Schyman   | Inga andra kandidater. | Inga andra kandidater.                                                                                                   | |
| 1996 | Gudrun Schyman   | Inga andra kandidater. | Inga andra kandidater.                                                                                                   | |
| 1998 | Gudrun Schyman   | Inga andra kandidater. | Inga andra kandidater.                                                                                                   | |
| 2000 | Gudrun Schyman   | Inga andra kandidater. | Inga andra kandidater.                                                                                                   | |
| 2002 | Gudrun Schyman   | Inga andra kandidater. | Inga andra kandidater.                                                                                                   | |
| 2004 | Lars Ohly        | Alice Åström           | Johan Lönnroth Stig Henriksson Nina Fållbäck-Svensson Camilla Sköld Jansson Peter Pedersen Staffan Norberg Siv Bergström | |
| 2006 | Lars Ohly        |                        | Johan Lönnroth | Lönnroth drog tillbaka sin kandidatur. Ohly omvaldes med siffrorna 199 mot 25 blankröster. |
| 2008 | Lars Ohly        | Inga andra kandidater. | Inga andra kandidater.                                                                                                   | |
| 2010 | Lars Ohly        | Inga andra kandidater. | Inga andra kandidater.                                                                                                   | |
| 2012 | Jonas Sjöstedt   | Rossana Dinamarca      | Ulla Andersson Hans Linde                                                                                                | Se även: Vänsterpartiets partiledarval 2012 |
| 2014 | Jonas Sjöstedt   | Inga andra kandidater. | Inga andra kandidater.                                                                                                   | |
| 2016 | Jonas Sjöstedt   | Inga andra kandidater. | Inga andra kandidater.                                                                                                   | |
| 2018 | Jonas Sjöstedt   | Inga andra kandidater. | Inga andra kandidater.                                                                                                   | |
| 2020 | Nooshi Dadgostar |                        | Jeannette Escanilla Elias Lodin                                                                                          | |
| 2022 | Nooshi Dadgostar | Inga andra kandidater. | Inga andra kandidater.                                                                                                   | |
| 2024 | Nooshi Dadgostar | Inga andra kandidater. | Inga andra kandidater.                                                                                                   | Daniel Riazat övervägde en kandidatur efter att ha blivit nominerad till posten, men tackade i slutändan nej till att utmana Dadgostar. På kongressen omvaldes Dadgostar med siffrorna 185 mot 26 blankröster. |